# Falles 2022
Les Falles de València de l'any 2022 se celebraren del 15 al 19 de març d'aquell any. El primer premi de secció especial el va obtindre Convent Jerusalem, que per segon any consecutiu obtenia el màxim guardó amb un cadafal de Pere Baenas.